# Calomyrmex laevissimus
Calomyrmex laevissimus é uma espécie de formiga do gênero Calomyrmex, pertencente à subfamília Formicinae.